# Emanuel Kodet

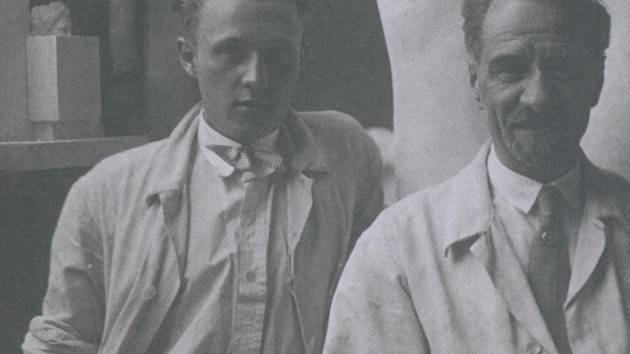
Emanuel Kodet se synem Janem

Emanuel Julian Kodet (23. března 1880 Pelhřimov – 4. leden 1955 Lučany nad Nisou) byl český sochař, malíř a grafik.

## Život a činnost
Narodil se v rodině krejčího 23. března 1880 v Pelhřimově. Krejčovina se mu příliš nezamlouvala a svou cestu za uměním začal obdobně jako jeho krajan Josef Šejnost na Odborné škole keramické v Bechyni. Později studoval na UMPRUM, kde byl žákem profesora Stanislava Suchardy. Po úspěšném absolvování strávil rok na Akademii v Římě.
Vytvořil plastiky a pilastry pro novostavbu budovy pražské Filosofické fakulty UK, z roku 1915 pocházejí alegorické reliéfy Obchod a Průmysl na vídeňské Živnobance. 
Po vzniku Československé republiky v roce 1918 vytvořil pomník padlých v Jiřicích, Husův pomník v Sušici (1923) a řadu dalších vzpomínkových děl. Vytvořil také řadu děl se sokolskou tematikou. Byl tvůrcem keramických skulptur ve stylu Art deco, které jsou dodnes ceněny ve světě. Vytvořil též sochu primabaleríny Jelizavety Nikolské. K dalším dílům patří třeba socha ležící dívky 1914, Dívka stydlivá z glazované keramiky.
Bustu českého malíře Ferdinanda Engelmüllera (1930), která je umístěná na nádvoří Hrzánského paláce čp.177 v Loretánské ulici 9 na Praze 1.
Jeho životním dílem se stala postava Jana Žižky u Sudoměře – šestnáctimetrový monument – obrovská postava husitského vojevůdce vévodí krajině od roku 1925. 
Zemřel v Lučanech u Jablonce nad Nisou 4. února 1954.
Pokračovatelem umělecké dynastie Kodetů se stal syn Jan Kodet (1. 6. 1910 – 11. 11. 1974), úspěšný sochař, jehož druhou ženou byla Jiřina Steimarová, vnučka Vendelína Budila. V umělecké tradici pokračovali i vnuci Kristian Kodet (* 1948, z třetího Janova manželství) a jeho starší bratr, herec Jiří Kodet (1937–2005). Také Jiřího dcera Barbora Kodetová se věnuje herectví.

## Galerie

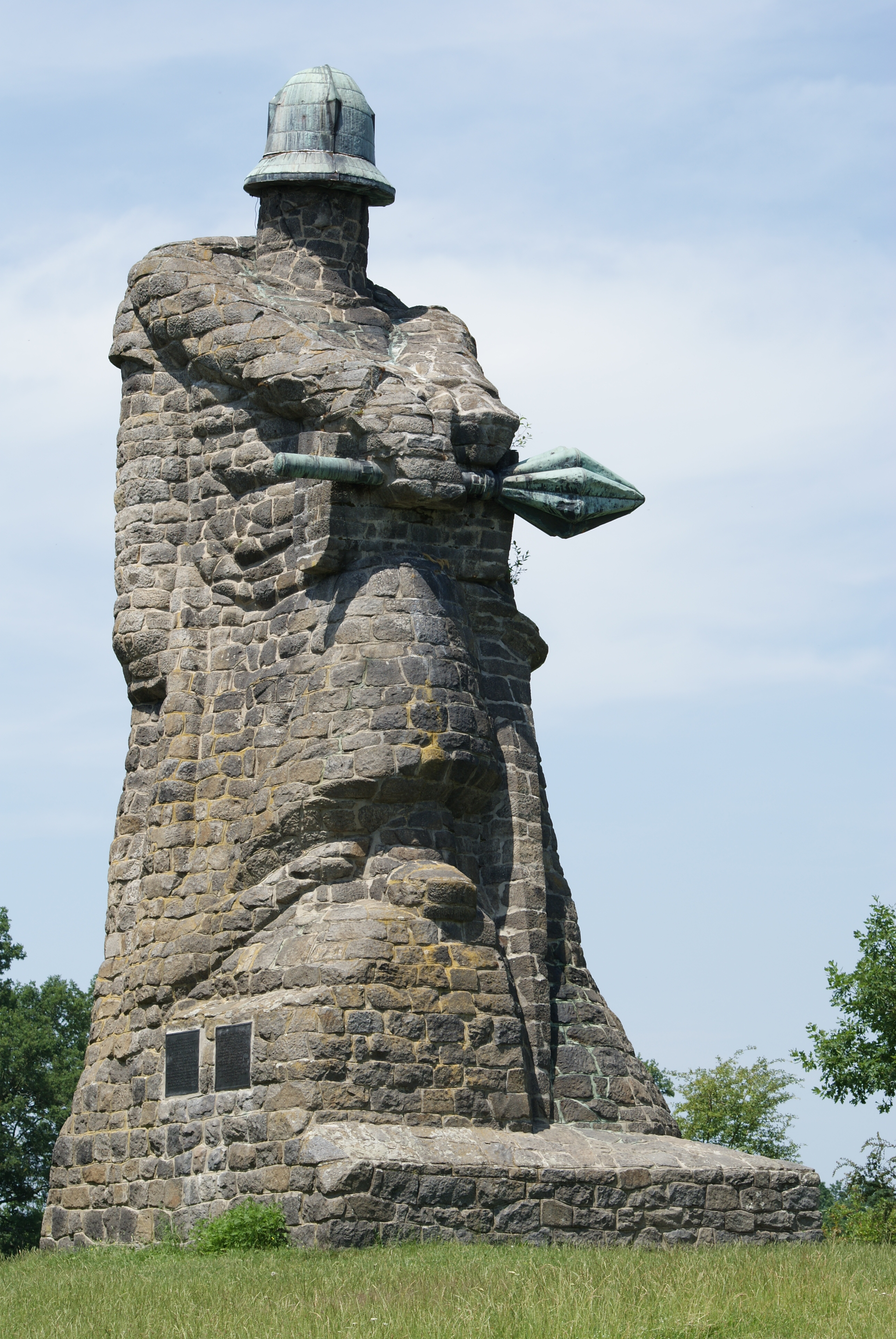
Památník Jana Žižky v areálu bitvy u Sudoměře
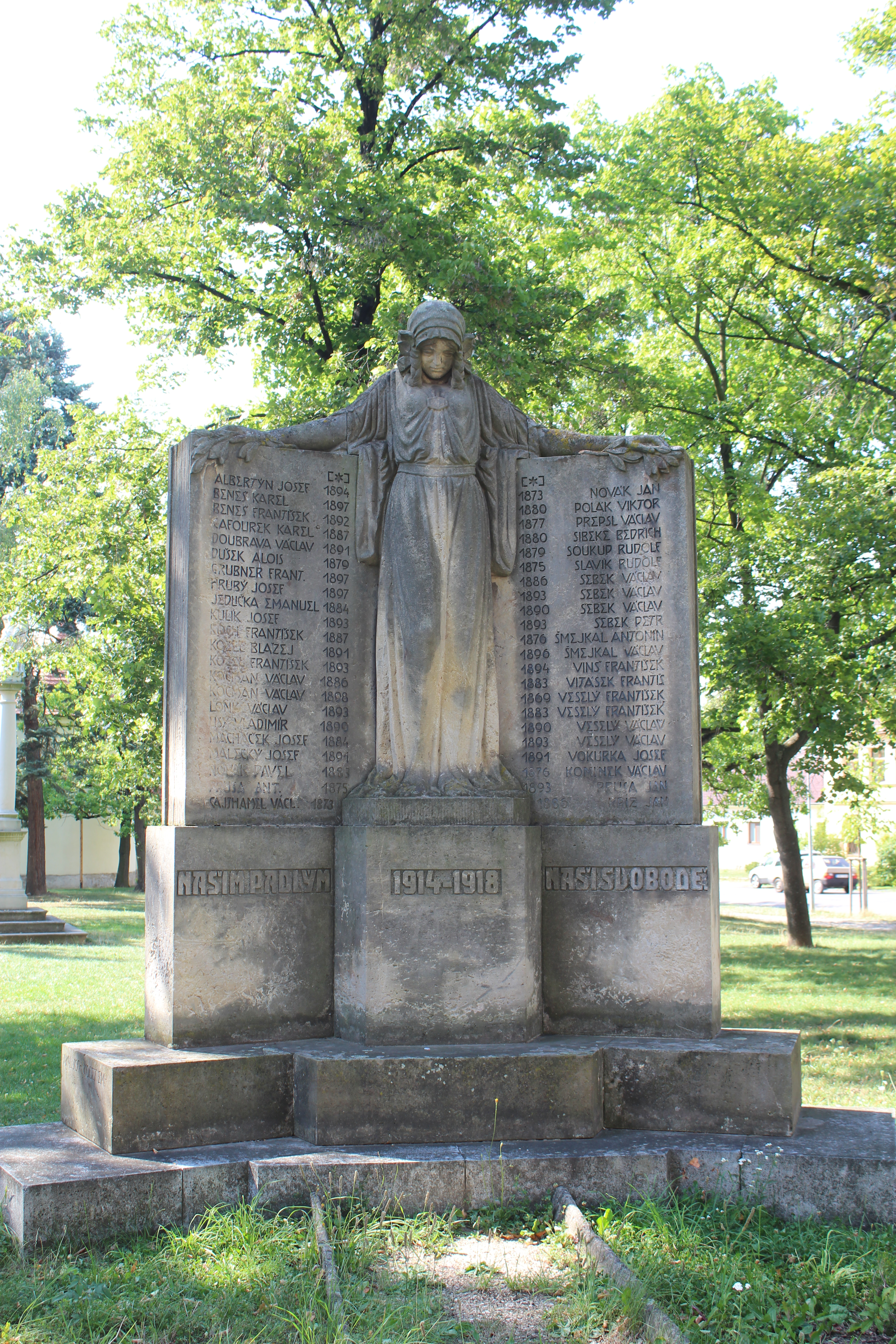
Pomník padlých z 1. světové války v Hostomicích u kostela
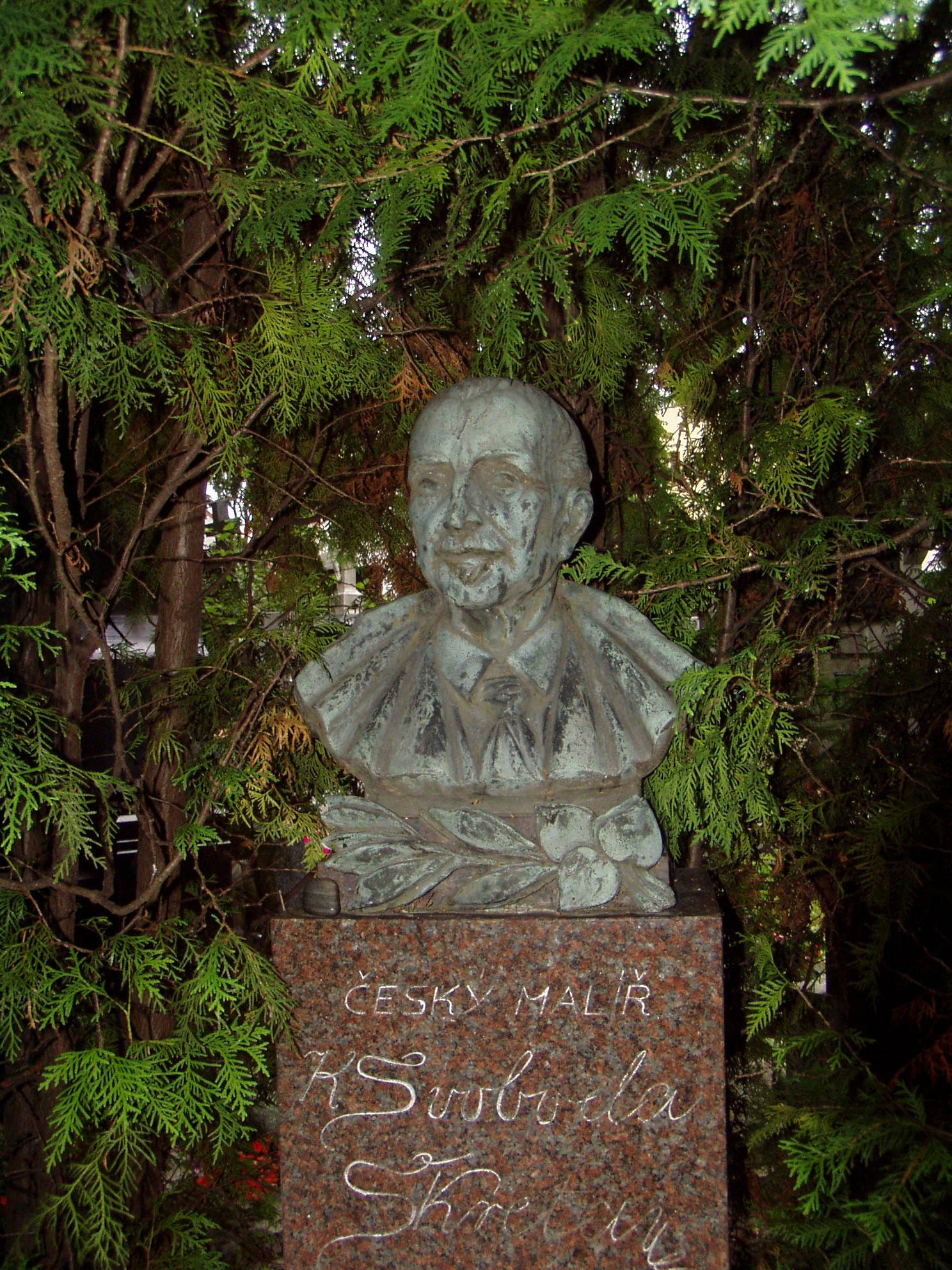
Hrob českého malíře Karla Svobody-Škréty na Městském hřbitově v Turnově
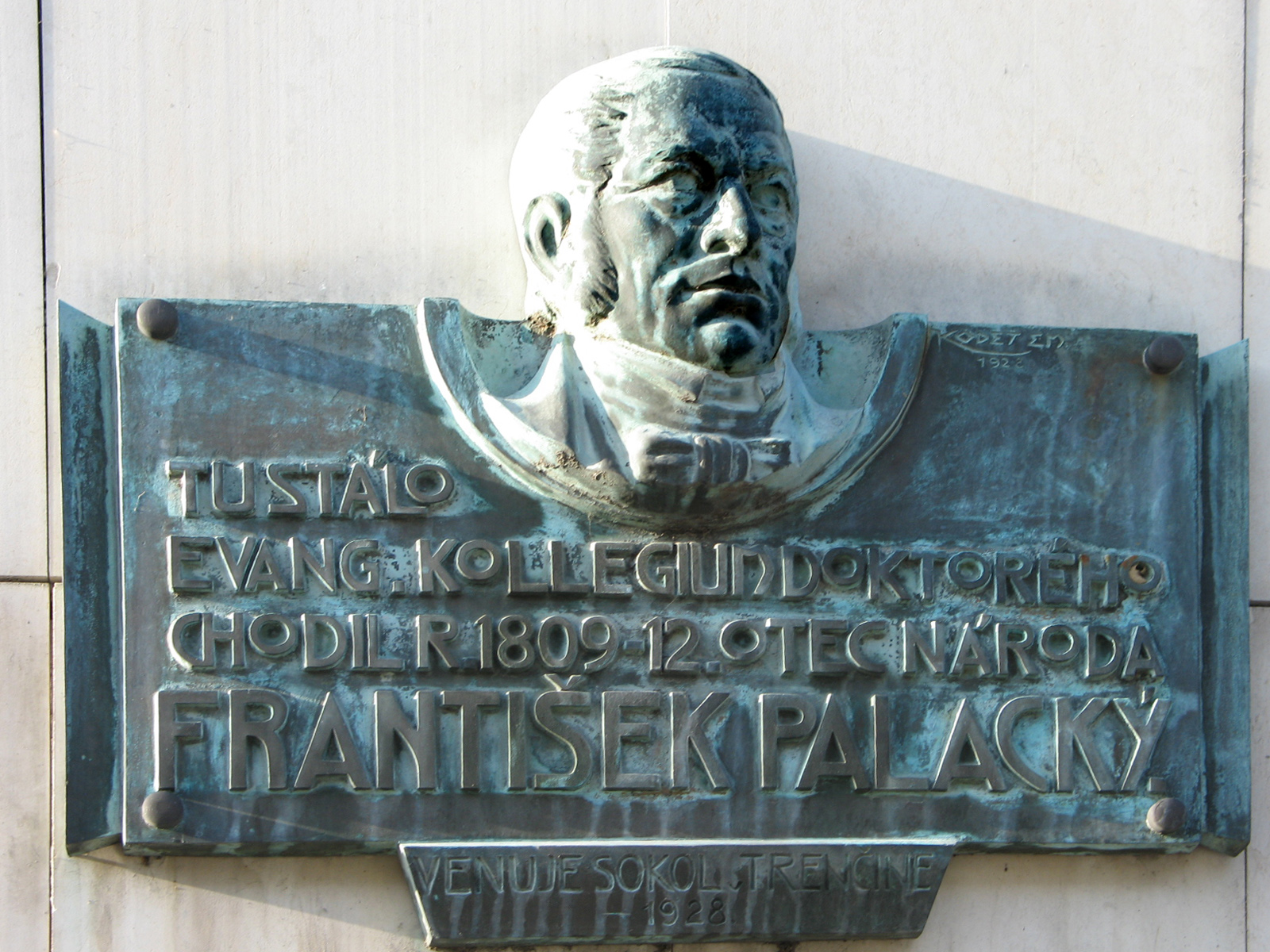
Reliéf Františka Palackého na pamětní dosce na Domu armády v Trenčíne.
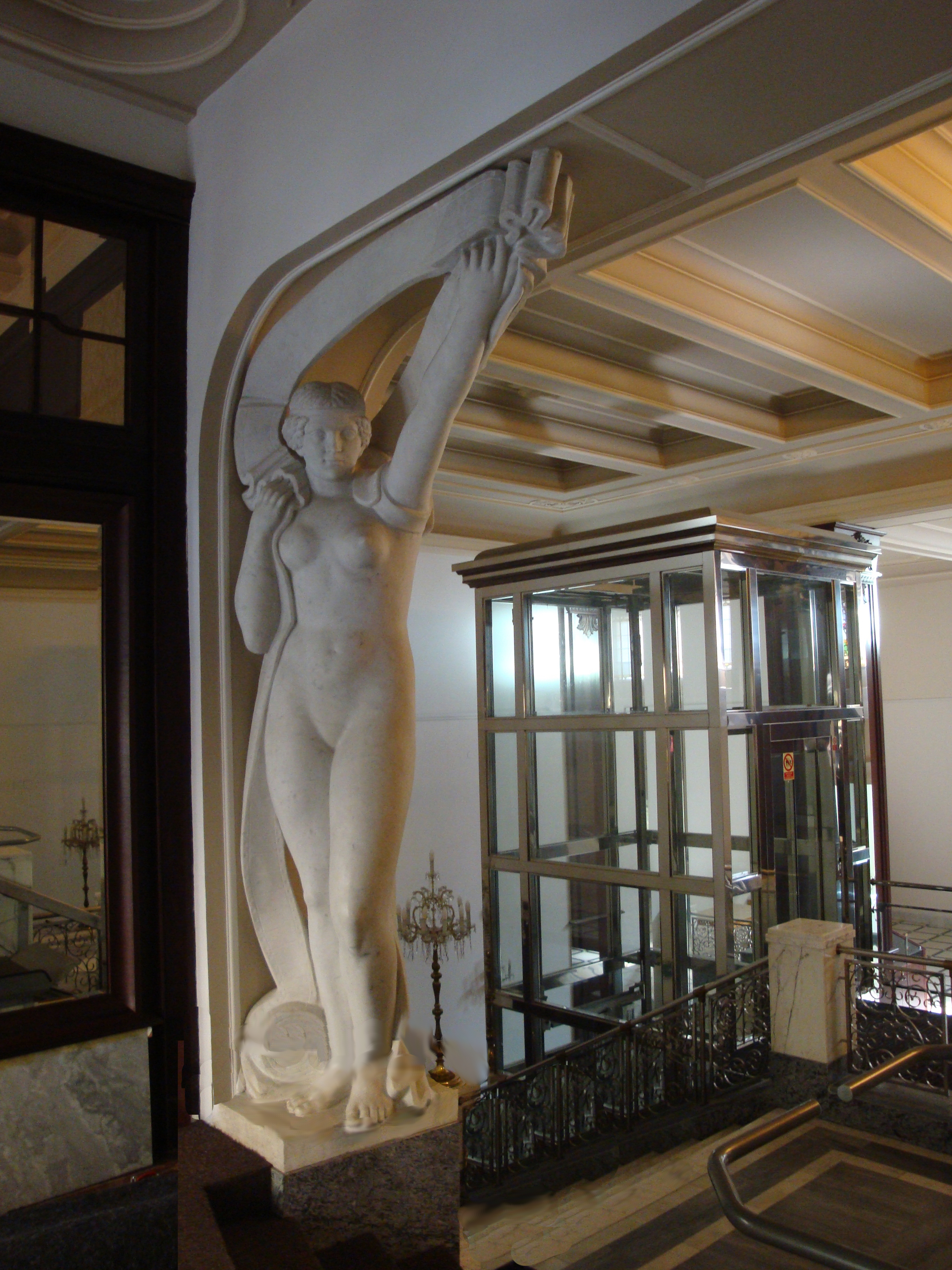
Socha ženy, vstup bývalého kina Flora, Praha
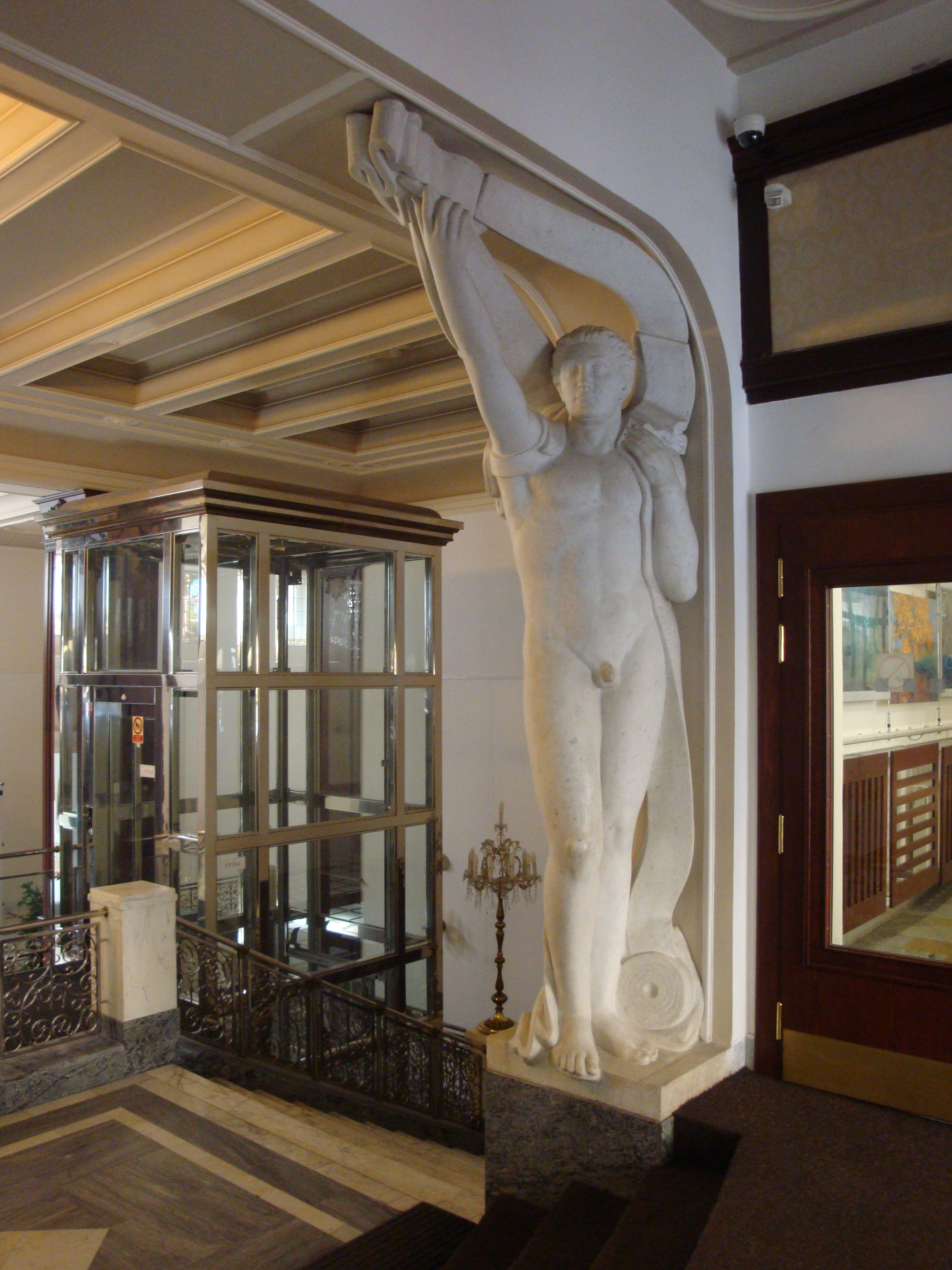
Socha muže, vstup bývalého kina Flora, Praha